# チャールズ・ウォーレス・リッチモンド

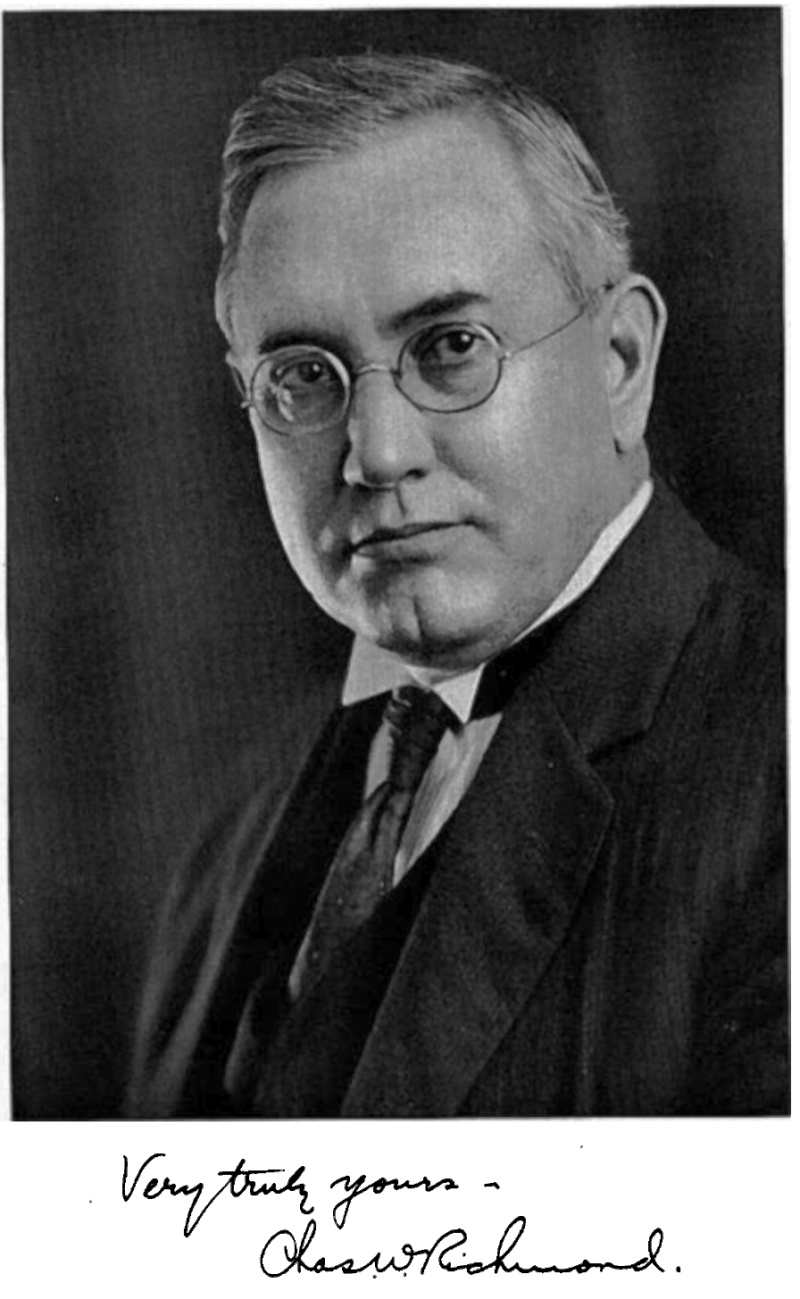
チャールズ・ウォーレス・リッチモンド

チャールズ・ウォーレス・リッチモンド（Charles Wallace Richmond、1868年12月31日 - 1932年5月19日）は、アメリカ合衆国の動物学者である、リッチモンド・インデックスと呼ばれる鳥類のラテン語名の文献目録を作成したことで知られる。

## 生涯
ウィスコンシン州のケノーシャで生まれた。鉄道郵便の事務員の父は、1881年にワシントンD.C.に移り印刷局で働いた。若い時代から家計を助けるために議会の議員連絡係として働いた。15歳の時に、地質調査局の連絡係に雇われた。ワシントンD.C.のスミソニアン博物館の鳥の巣と卵のコレクションを見て感銘を受け、自らもコレクションを作り博物館に寄付したいと夢見た。スミソニアン博物館の鳥類学者、ロバート・リッジウェーと知り合い、議会の議員連絡係の経験は議会のライブラリの使用を身近なものにした。1897年にジョージタウン大学で医療を学び卒業した。
1888年にモンタナの地質調査に参加し、アメリカ農務省の鳥類部門の事務員になった。ニカラグアへの採集旅行の後、ワシントンD.C.のアメリカ自然史博物館の夜警職員となった。補助職員、鳥類部門の助手を経て、1894年に准学芸員に昇進した。1929年に学芸員となったが、ハーバード・フリードマンを学芸員にするために准学芸員に退いた。
後に、リッチモンド・インデックスと呼ばれる目録はリッチモンドが余暇に、現存の鳥や絶滅した鳥について入手できた情報を書き溜めたものである。1890年頃からインデックス・カードに文献の公開日、種の名の正確な綴りや最初の記載の引用を記して、整理していったもので、しばしば語源やリッチモンドの注釈も書き添えられた。20年間の継続的な努力によってインデックス・カードは1912年までに30,000枚に達し、関連つけられた資料は10,000に達した。リッチモンドはその完成度は3/5であると評価した。写しが作られ多くのアメリカの鳥類学者たちのチェックに用いられ、記載のプライオリティを明らかにするのに役立った。インデックスの出版の計画は何度かあったが、第一次世界大戦の影響などでリッチモンドの存命中には実現しなかった。1992年にマイクフィシュ版のThe Richmond Index to the Genera and Species of Birdsが出版された。現在はデジタル化されインターネットで利用可能となっている。